# Karl von Vierordt
Karl von Vierordt (Lahr, 1 de julho de 1818 - Baden 22 de novembro de 1884, Tübingen) foi um médico alemão. Estudou nas universidades de Berlin, Göttingen, Viena e Heidelberg e começou a exercer em Karlsruhe em 1842. Em 1849 foi nomeado professor de teoria médica na Universidade de Tübingen e em 1853 professor de fisiologia. Vierordt desenvolveu técnicas e aparelhos para a monitorização da circulação do sangue. É conhecido pela invenção de um "hemotacómetro", um aparelho para a medição da velocidade do sangue. Mas sobretudo, pelo esfigmógrafo (um antepassado do morderno esfigmomanómetro), que criou em 1854.